# Shanbeh Bāzār
Shanbeh Bāzār (persiska: شنبه بازار) är en ort i Iran.   Den ligger i provinsen Gilan, i den nordvästra delen av landet, 260 km nordväst om huvudstaden Teheran. Shanbeh Bāzār ligger 29 meter över havet och antalet invånare är 697.
Terrängen runt Shanbeh Bāzār är platt åt nordost, men åt sydväst är den kuperad. Runt Shanbeh Bāzār är det ganska tätbefolkat, med 120 invånare per kvadratkilometer. Närmaste större samhälle är Fūman, 4,0 km sydost om Shanbeh Bāzār. Trakten runt Shanbeh Bāzār består till största delen av jordbruksmark.